# Fabian Barcata
Fabian Barcatta (Valfloriana, 29 marzo 1868 – Schwaz, 25 novembre 1954) è stato un progettista, religioso e missionario italiano.

## Biografia

Foto della famiglia Barcatta; Fabiano è in piedi sulla destra

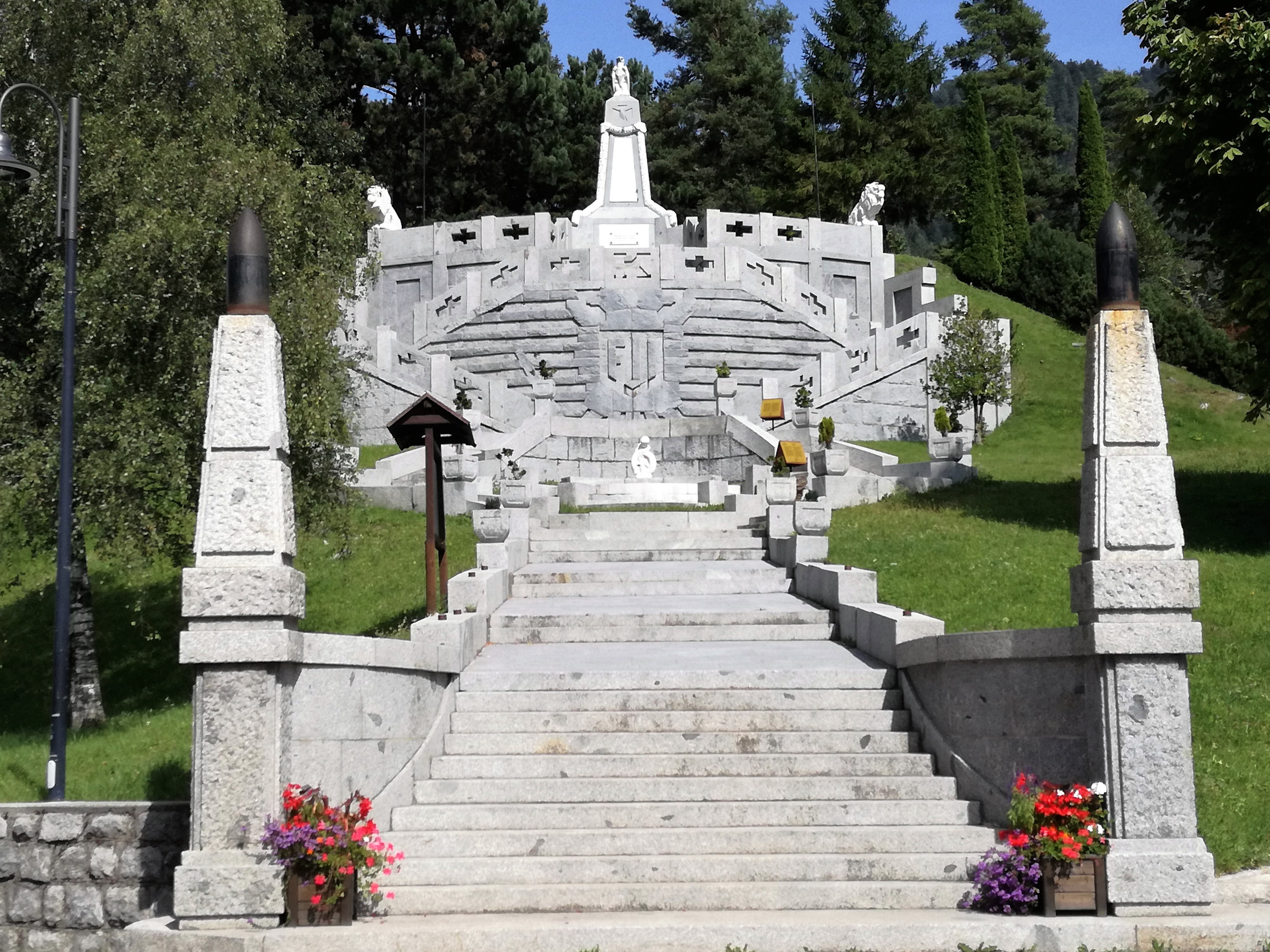
Il cimitero austro-ungarico di Bondo progettato da Fabian Barcata

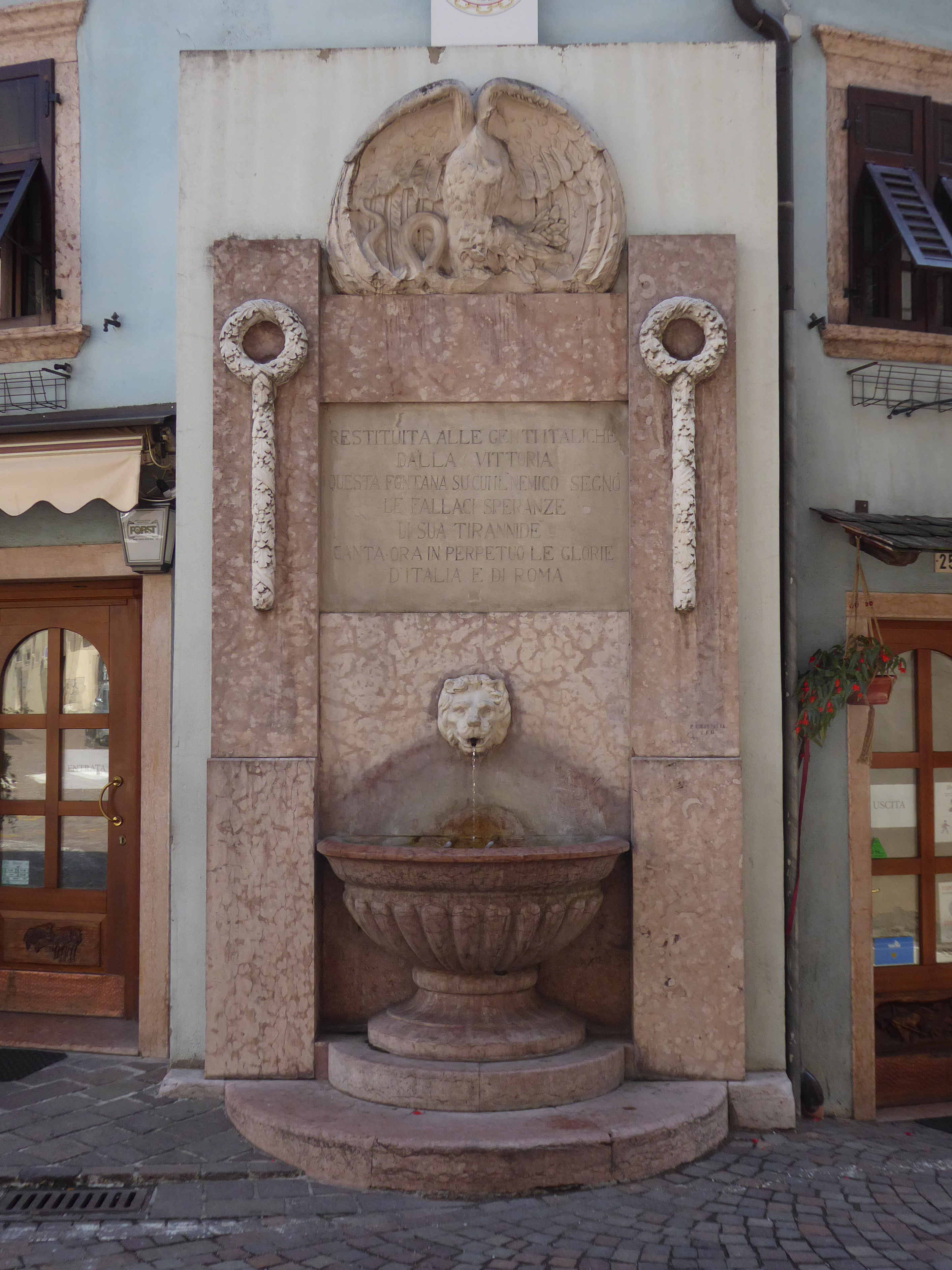
La fontana della piazza di Vezzano

Nato come Maurizio Emmanuele Barcatta da Antonio e Catterina Genetin, fu battezzato nella parrocchia di San Floriano di Valfloriana in Val di Fiemme il 31 marzo 1868.
Il 3 maggio 1891 fu ordinato sacerdote nel Duomo di Bressanone.
Nel novembre del 1893 si occupò della formazione di chierici albanesi a Maria Lankowitz in Stiria, mentre l'anno seguente si spostò nella capitale, Graz, dove lavorò come insegnante liceale.
Dal 1895 al 1897 operò come curato in Albania. Nel 1897 tornò in Austria, prima a Innichen (1898) e poi a Graz (1899). Nel 1899 partì nuovamente missionario per l'Albania, dove restò fino al 1907, anno in cui, ammalatosi di malaria, decise ti tornare nella provincia natale.
Nel 1915, divenuto cappellano militare, fu incaricato della progettazione e realizzazione del Cimitero monumentale austro-ungarico di Bondo, opera per la quale viene principalmente ricordato. Nel 1917 fu inaugurata la fontana monumentale nella piazza dedicata a Francesco Giuseppe a Vezzano ideata dal padre Fabian Barcatta.
Morì a causa della malattia a Schwaz in Tirolo nel 1954.

## Opere
- Lule. Vätersatzung und Väterbrauch in den albanischen Bergen. Eine wahre Geschichte aus Albaniens jüngster Vergangenheit.